# El Palà de Torroella
El Palà de Torroella, auch Palà Vell genannt, ist eine Ortschaft im Vall de Cardener zwischen Súria und Cardona, am linken Ufer des Flusses Cardener. Sie gehört zur Gemeinde Navàs. Gegründet wurde die Ortschaft im späten 19. Jahrhundert.

## Geschichte
Im Jahr 1876 erbaute Joan Palà i Valls auf dem Gebiet von El Palà de Torroella eine Textilfabrik mit Spinnerei und Weberei. Für die Arbeiter erbaute er auch einen Wohnblock mit 44 Wohnungen, bestehend aus 11 Wohnhäuser mit zwei Etagen. Zusätzlich erbaute er auch einen Häuserblock mit Lebensmittelgeschäften, einem Café und einer Schule. Schon 1879 folgte der Bau einer Kapelle. 1885 wurde die Fabrik durch einen Brand schwer beschädigt, doch wieder vollständig aufgebaut.
Joan Palà i Claret (1876–1960) übernahm die Fabrik seines Onkels, sie wurde modernisiert und es konnte mehr produziert werden. Dies bewirkte, dass mehr Arbeiter gebraucht wurden und weitere Wohnhäuser errichtet werden mussten. Auch ein Kino, ein Ballsaal und ein Casino entstehen. Am 26. Oktober 1918 wurde der Ortschaft der Titel Lieferant des Königshauses verliehen.
Während des Spanischen Bürgerkrieges wurde die Fabrik kollektiviert. Nach dem Krieg wurde eine neue Kirche im romanisch-gotischen Stil erbaut. 1971 musste die Fabrik aus wirtschaftlichen Gründen geschlossen werden.

## Sehenswürdigkeiten

### Església del Roser Palà de Torroella
Eine nach dem Spanischen Bürgerkrieg erbaute Kirche im romanisch-gotischen Stil.

### Casa del director
Dieses Haus war das Wohnhaus der Direktoren der Fabrik und wurde im Stil italienischer Paläste der Neuzeit errichtet.

### Torre del Palà Vell
Der Torre del Palà Vell ist ein eklektizistisches Gebäude, welches ursprünglich aus einem Bauernhaus entstand und im Laufe der Jahrzehnte zu einem Herrenhaus umgebaut wurde.

### Stolperstein

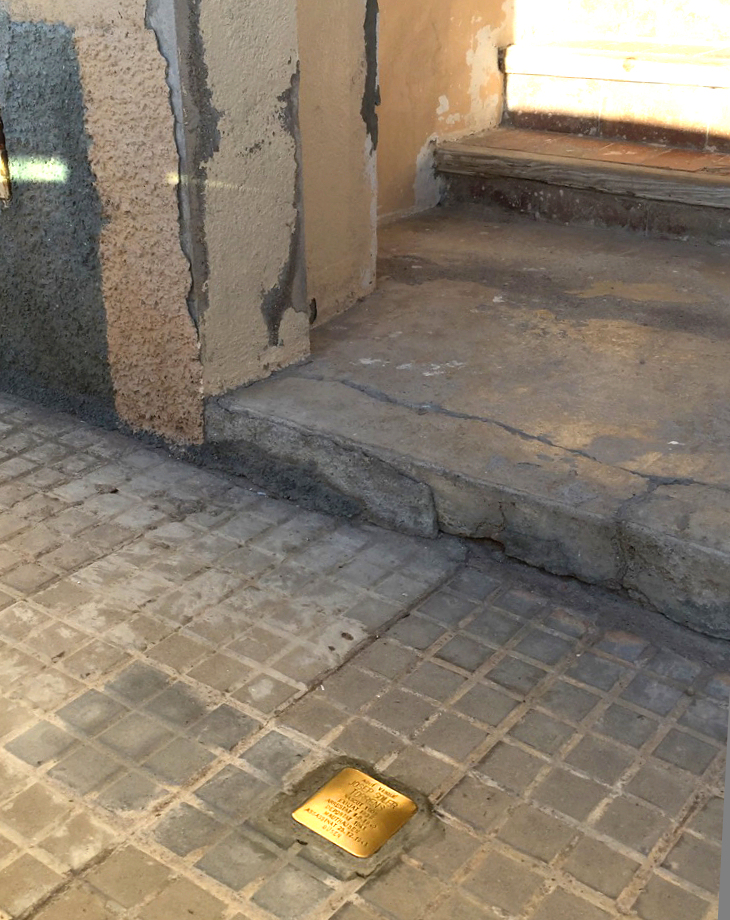
Stolperstein für Josep Soler Torrens

Im April 2015 verlegte der Kölner Künstler Gunter Demnig vor dem Haus Ctra. de Cardona 7 einen Stolperstein für Josep Soler Torrens. Dieser wurde 1909 geboren, ging 1939 ins Exil nach Frankreich, wurde dort am 1. Juni 1940 verhaftet und 1941 ins KZ Mauthausen deportiert. Rund 7.000 Spanier waren dort inhaftiert und zur Zwangsarbeit verurteilt, mehr als die Hälfte von ihnen wurde vom NS-Regime ermordet, darunter auch Josep Soler Torrens am 25. Dezember 1941 im Mauthausen-Außenlager KZ Gusen.

## Gastronomie
In El Palà de Torroella befindet sich eines der Spitzenrestaurants von ganz Spanien: TO[+], geleitet von David García Cantero. Der Name bezieht sich auf To(mas), das Plus-Zeichen heißt auf Katalanisch und Spanisch mas. David García Cantero war der jüngste Teilnehmer und gewann die zweite Staffel der spanischen TV-Konkurrenz Top Chef auf Antena 3.